# Полизел Родосский
Полизел Родосский (др.-греч. Πολύζηλος ο Ρόδιος) — древнегреческий историк.
Родосский автор, деятельность которого предположительно относят к рубежу III—II веков до н. э. Сохранившиеся фрагменты изданы в собраниях Карла Мюллера (FHG, IV, p. 482) и Феликса Якоби (FgrHist, 521, 6—9).
Полизел несколько раз упоминается в Линдской хронике. Афиней цитирует его «Историю Родоса» (Ῥοδιακά), в дополнение к легендарному рассказу Эргия Родосского о завоевании греками финикийской цитадели на острове — Ахеи. По преданию, оракул обещал финикийцам владение этой землей, пока вороны не побелеют, а рыбы на начнут плавать в винных сосудах. По утверждению Полизела, дочь одного из осажденных, Доркия, влюбилась в греческого предводителя Ификла, выдала ему тайну пророчества, и инсценировала его исполнение.
Гигин в «Астрономии» ссылается, вероятно, на то же произведение, рассказывая родосское предание о Форбанте, изгнавшем с острова змей и их предводителя — громадного дракона, погубившего множество людей.
Вероятно, у Полизела были и другие сочинения, так как Плутарх использовал его в качестве источника для рассказа о реформе Солона по отмене долгов. Согласно Полизелу, афинский законодатель дал своим коррумпированным друзьям Конону, Клинию и Гиппонику взаймы не 5, как обычно писали, а 15 талантов, на которые они скупили много земли, а деньги впоследствии возвращать отказались.
Кроме этого, на Полизела ссылается схолиаст к Гесиоду.